# Basel-komitéen
Basel-komitéen (The Basel Committee on Banking Supervision (BCBS)) er en af flere komitéer i regi af Den internationale Clearing-bank (BIS). Basel-komitéen blev etableret af 10 centralbankchefer i 1974. Komitéen danner ramme om drøftelse af banktilsyn og udarbejdelse af vejledende retningslinjer, bl.a. Basel I, Basel II, Basel III og Basel IV.

## Medlemslande
Komitéens medlemmer kommer fra Argentina, Australien, Belgien, Brasilien, Canada, Frankrig, Holland, Hong Kong, Indien, Indonesien, Italien, Japan, Kina, Luxembourg, Mexico, Rusland, Saudiarabien, Schweiz, Singapore, Spanien, Storbritannien, Sverige, Sydafrika, Sydkorea, Tyrkiet, Tyskland og USA. Komitéen sekretariatbetjenes af Den internationale Clearing-bank, BIS, i Basel i Schweiz.

## Grupper
Komitéen er opdelt i grupper med hvert sit formål:
- Standardimplementeringsgruppen, The Standards Implementation Group (SIG)
  - Undergruppen for operationel risiko "Operational Risk Subgroup" - adresserer sager vedrørende Advanced Measurement Approach for operationel risiko
  - Arbejdsgruppen for internationale tilsynsudvalg "Task Force on Colleges" - udvikler vejledningsmateriale vedhørende Basel komitéens arbejde med internationale tilsyns udvalg, såkaldte Supervisory Colleges, som består af medlemmer fra forskellige landes finansielle tilsynsinstitutioner.
  - Arbejdsgruppen for aflønning "Task Force on Remuneration" - Arbejder for at fremme implementeringen af sunde aflønnings praksisser
  - Arbejdsgruppen for tilsyn med internationale tilsyns standarder "Standards Monitoring Procedures Task Force" - Udvikler procedurer til at opnå større effektivitet og konsistens i forbindelse med at implementere og føre tilsyn med overholdelsen af internationale tilsyns standarder.
- Politikudviklingsgruppen, The Policy Development Group (PDG)
  - Undergruppe for Risikostyring og modellering "Risk Management and Modelling Group" - bindeled til den finansielle sektor med hensyn til de seneste resultater inden for risikomodeller og risikostyring
  - Arbejdsgruppe for forskning "Research Task Force" - Understøtter diskussioner af den nyeste forskning indenfor finansiel stabilitet, mellem økonomer fra medlemsinstitutionerne og den akademiske verden.
  - Undergruppen for Trading Book "Trading Book Group" - Evaluerer hvordan risiko momenter i en banks trading book kan opdages af en tilsyns myndighed
  - Arbejdsgruppen for likviditet "Working Group on Liquidity" - Arbejder på globale standarder for risikostyring og lovgivning for likviditet
  - Undergruppen for bestemmelse af kapital "Definition of Capital Subgroup" - Evaluerer korrekte finansielle instrumenter
  - Undergruppen for tilsyn med kapital "Capital Monitoring Group - samordner ekspertisen fra nationale tilsyns institutioner indenfor tilsyn med krav til egenkapital
  - Undergruppe for sanering af banker på tværs af grænser "Cross-border Bank Resolution Group" - Sammenligner de nationale politikker, juriske rammer og fordelingen af ansvar i forbindelse med sanering af banker med betydelige operationer på tværs af grænser.
- Arbejdsgruppen for bogholderi "The Accounting Task Force (ATF)" - sikrer at standarder for regnskabsføring og revision hjælper med at fremme sund risikostyring og dermed vedligeholder en sund og sikker bankverden 
  - Undergruppen for revision "Audit subgroup" - Undersøger centrale revisions problematikker og samarbejder med andre enheder for at fremme standardisering
- Basel konsultationsgruppen "The Basel Consultative Group (BCG)" - Understøtter interaktion mellem finansielle tilsyns institutioner inklusiv dialog med ikke-medlemsstater